# Prelatura territoriale di Bananal
L'prelatura territoriale di Bananal (in latino Praelatura Territorialis Bananalensis) è una sede soppressa della Chiesa cattolica.

## Territorio
La prelatura territoriale comprendeva la parte occidentale dell'odierno stato brasiliano del Tocantins, fra cui l'isola fluviale di Bananal.

## Storia
La prelatura territoriale fu eretta il 4 luglio 1924, ricavandone il territorio dalla diocesi di Porto Nacional.
Originariamente suffraganea dell'arcidiocesi di Mariana, il 18 novembre 1932 entrò a far parte della provincia ecclesiastica dell'arcidiocesi di Goiás.
La prelatura territoriale è stata soppressa il 26 marzo 1956 con la bolla Ne quid filiis di papa Pio XII e il suo territorio è stato diviso fra la prelatura territoriale di Cristalândia (oggi diocesi) e la diocesi di Goiás.

## Cronotassi dei vescovi
- Cândido Bento Maria Penso, O.P. † (19 giugno 1947 - 17 gennaio 1957 nominato vescovo di Goiás)